# Maria de Lurdes de Almeida Lemos
María de Lurdes de Almeida Lemos, conocida como Milú (Lisboa, 24 de abril de 1926-Cascais, 5 de noviembre de 2008) fue una actriz y cantante portuguesa.

## Biografía
Después de apariciones menores a la edad de siete años, cantó por primera vez en la radio sola a la edad de 10 años, la canción O amor é cego e vê  de la película Bocage (1936). En 1938 apareció por primera vez tanto en el escenario del teatro, en una popular obra infantil en el Teatro Éden, y frente a la cámara de cine, en Chianca de Garcias Aldeia da Roupa Branca, a los doce años al lado de la Beatriz Costa. Aparecía regularmente en la radio estatal Emissora Nacional, con canciones, recitales  y obras de radio.
Debido a su apariencia, que correspondía al ideal de belleza de la época, el exactor de la UFA Arthur Duarte contrató a Milú, de 17 años, en 1943 para su película O Costa do Castelo, donde interpretó un papel principal. Al lado de António Silva. La película se convirtió en un éxito de taquilla popular hasta el día de hoy y también convirtió a Milú en una estrella, que cantó sus dos canciones más conocidas en la película, Minha Casinha (Mi dulce hogar) y Cantiga da Rua.(Canción callejera). Ya en 1943, anunció que se casaría y se retiraría del mundo del espectáculo después de sus compromisos en el cine español, lo que provocó una ola de expresiones de simpatía y llamamientos para que continuará. En 1946, después de su divorcio, volvió a hacer papeles en el cine. Como resultado, grabó numerosos discos para Valentim de Carvalho y recibió papeles en películas y producciones portuguesas y españolas. Además de la popular Beatriz Costa, y junto con María Eugenia, Milú fue una de las estrellas femeninas más populares en el cine portugués.Los años 1940 y 50. Fue considerado un icono de belleza y adornado numerosas portadas contemporáneas en Portugal. También apareció en el escenario en numerosas piezas en el Teatro Revue, incluyendo Agora é que são elas en Lisboa en 1953, junto a Raúl Solnado y João Villaret en 1954 en Não Faças Ondas, y en 1960 en Ven y Ven en Barcelona
Las ofertas  que había rechazado en Hollywood desde principios de la década de 1950 llegaron a su fin cuando se volvió a casar en 1960 y se mudó a la casa brasileña de su esposo. De 1960 a 1968 vivió en Brasil, donde no apareció públicamente, excepto por algunas apariciones en televisión y grabaciones ocasionales. A su regreso, filmó al popular cantante y actor António Calvário en 1969 antes de ponerse por última vez frente a la cámara para la exitosa película de José Fonseca e Costas Kilas, o Mau da Fita.
Ella sigue siendo una de las caras más famosas del apogeo del cine portugués en la década de 1940. Las canciones que cantó también se convirtieron en éxitos populares en Portugal, que se han mantenido tan populares como las películas hasta el día de hoy. Por ejemplo, la banda Peste & Sida en su álbum Eles andam aí! (1992) grabó una versión de la conocida canción Cantiga da Rua de la película O Costa do Castelo (1943). Anteriormente, Xutos y Pontapés tenían su versión de Minha Casinha. Hubo récords de ventas  en 1987: más de 40 años después de que Milú cantara la canción, la banda se convirtió en la banda más exitosa en la historia portuguesa después del sencillo comercializado como "7 ° Single".
En 2007, Milú fue galardonada con la Ordem Militar de Sant'Iago da Espada  (Orden Militar de Santiago de la Espada) por el presidente Cavaco Silva.
Después de perder la mayor parte de su vista, sufrió infecciones respiratorias en sus últimos días de 2008, de los cuales murió el 5 de noviembre de 2008.

## Filmografía
- 1939: Aldeia da Roupa Branca (sin acreditar); Director: Chianca de Garcia
- 1943: O Costa do Castelo; D: Arthur Duarte
- 1944: Doze Luas de Mel; D: Ladislao Vajda
- 1947: Barrio; D: Ladislao Vajda
- 1947: O Leão da Estrela; D: Arthur Duarte
- 1949: A Volta de José do Telhado; D: Armando de Miranda
- 1950: O Grande Elias; D: Arthur Duarte
- 1952: Os Três da Vida Airada; D: Perdigão Queiroga
- 1954: Ágora É Que São Elas; D: José César de Sá, Fernando García.
- 1956: Vidas Sem Rumo; D: Manuel Guimarães
- 1957: Dois Dias no Paraíso; D: Arthur Duarte
- 1969: O Diabo Era Outro; D: Constantino Esteves
- 1980: Kilas, o Mau da Fita; D: José Fonseca e Costa